# Zombie Army Trilogy
Zombie Army Trilogy (с англ. — «Зомби армия: Трилогия») — компьютерная игра, разработанная и изданная английской компанией Rebellion Developments 6 марта 2015 года.

## Геймплей
Игра, в отличие от предшественниц, является "коридорным шутером". Стелс отсутствует полностью, вместо этого игроку (или игрокам) предлагается сражаться против огромных орд зомби. Как и в  Sniper Elite V2, можно использовать различные типы взрывчатых веществ, в том числе стандартные гранаты, мины и динамит. Присутствует кооперативный режим, рассчитанный на 4 людей, и режим "Орда", представляющий из себя бесконечную схватку на выживание.

## Сюжет
Апрель 1945. Находящийся в бункере под Берлином Гитлер, страшась своей приближающийся участи, приказывает задействовать "План Z", состоящий в оживлении погибших солдат Вермахта при помощи оккультных практик. План срабатывает, но только на половину - зомби отказываются слушать фюрера.
В мае, после того, как живые мертвецы разбредаются по всей Германии, а может быть, и по всему миру, оперативник ОСС и американский снайпер Карл Файрберн, ветеран Красной Армии пехотинец Борис Медведев, капитан вермахта Герман Вольфф и немецкий оккультист Эфрам Швайгер вынуждены объединиться в заброшенной деревне недалеко от Берлина.
После зачистки деревни от зомби, квартет садится в грузовик и уезжает на нём в Берлин. Однако, город ввергнут в хаос: бомбардировки сделали свое дело да еще и зомби бродят по улицам. Радиопередача сообщает квартету, что зомби собираются в соседнем Мемориальном соборе, после услышанного, четверка направляется туда.
В соборе они находят эсэсовского оккультного генерала, вызывающего зомби. В бою с ним и его приспешниками, выжившие отправляют демонически-одержимого офицера обратно в Ад и обнаруживают туннель под алтарём церкви. Туннель ведёт группу к подземному объекту, переполненному нежитью. Внутри, четверо солдат находят упоминание о некой "Книге душ", хранящейся в Берлинской государственной библиотеке, которая является охраняемым средневековым оккультным артефактом и служит средством на случай, если зомби окажутся неуправляемыми.
Выжившие расчищают дорогу к библиотеке, где получают книгу и используют её силу против зомби, но быстро понимают, что её влияние ничтожно. Солдаты решают сбежать через U-Bahn канал, где они убивают другого генерала СС и сбегают с помощью лодки. В это время Гитлер погибает прямо в своем бункере и, превратившись в живого мертвеца, возглавляет не-мертвую армию.
В свою очередь, четверо солдат поставили перед собой задачу победить любой ценой. Они обнаруживают, что Гитлер получил "Книгу душ" и отправляет войска нежити в неизвестном направлении. Квартет героев узнает, что Адольф собирает зомби на своей главной базе где-то в пустошах за пределами Берлина. Главные герои захватывают промышленный завод, который используется для производства оружия, оборудования и продовольствия, предназначенного для армии зомби, а затем сталкиваются с самим Гитлером. После победы над огромным демоническим двойником фюрера, Файрберн бросает настоящего Гитлера в Ад. Медведев бросает реликвию, а Файрберн стреляет в неё незадолго до того, как она входит в адский портал, высвобождая её энергию. Квартету удаётся выбраться из штаб-квартиры Гитлера до того как она будет полностью уничтожена.

## Оценки
| Сводный рейтинг | Сводный рейтинг                                                                                                |
| Агрегатор       | Оценка |
| --------------- | --- |
| GameRankings    | 61,62 % |
| Metacritic      | (PC) 72/100 (11 обзоров) (PS4) 62/100 (26 обзоров) (Xbox One) 62/100 (10 обзоров) (Switch) 70/100 (13 обзоров) |

Игра получила смешанные отзывы. На сайте-агрегаторе Metacritic средняя оценка игры составляет 72 из 100 на основе 11 обзоров для платформы PC.
Летом 2018 года, благодаря уязвимости в защите Steam Web API, стало известно, что точное количество пользователей сервиса Steam, которые играли в игру хотя бы один раз, составляет 939 676 человек.